# Poggio-Marinaccio
Poggio-Marinaccio (korsisch U Poghju è Marinacciu) ist eine Gemeinde im französischen Département Haute-Corse auf der Insel Korsika. Sie gehört zum Kanton Casinca-Fiumalto im Arrondissement Corte.

## Geografie
Das Siedlungsgebiet liegt durchschnittlich auf 600 Metern über dem Meeresspiegel und besteht aus den Dörfern Poggio-Marinaccio, Lutina und Cansito. Die Nachbargemeinden sind Giocatojo im Norden, Casabianca im Nordosten und Osten, Quercitello im Süden, Morosaglia im Westen und Ortiporio im Nordwesten.

## Bevölkerungsentwicklung
| Jahr      | 1962 | 1968 | 1975 | 1982 | 1990 | 1999 | 2008 | 2014 |
| --------- | ---- | ---- | ---- | ---- | ---- | ---- | ---- | ---- |
| Einwohner | 55   | 44   | 38   | 31   | 22   | 16   | 26   | 32   |

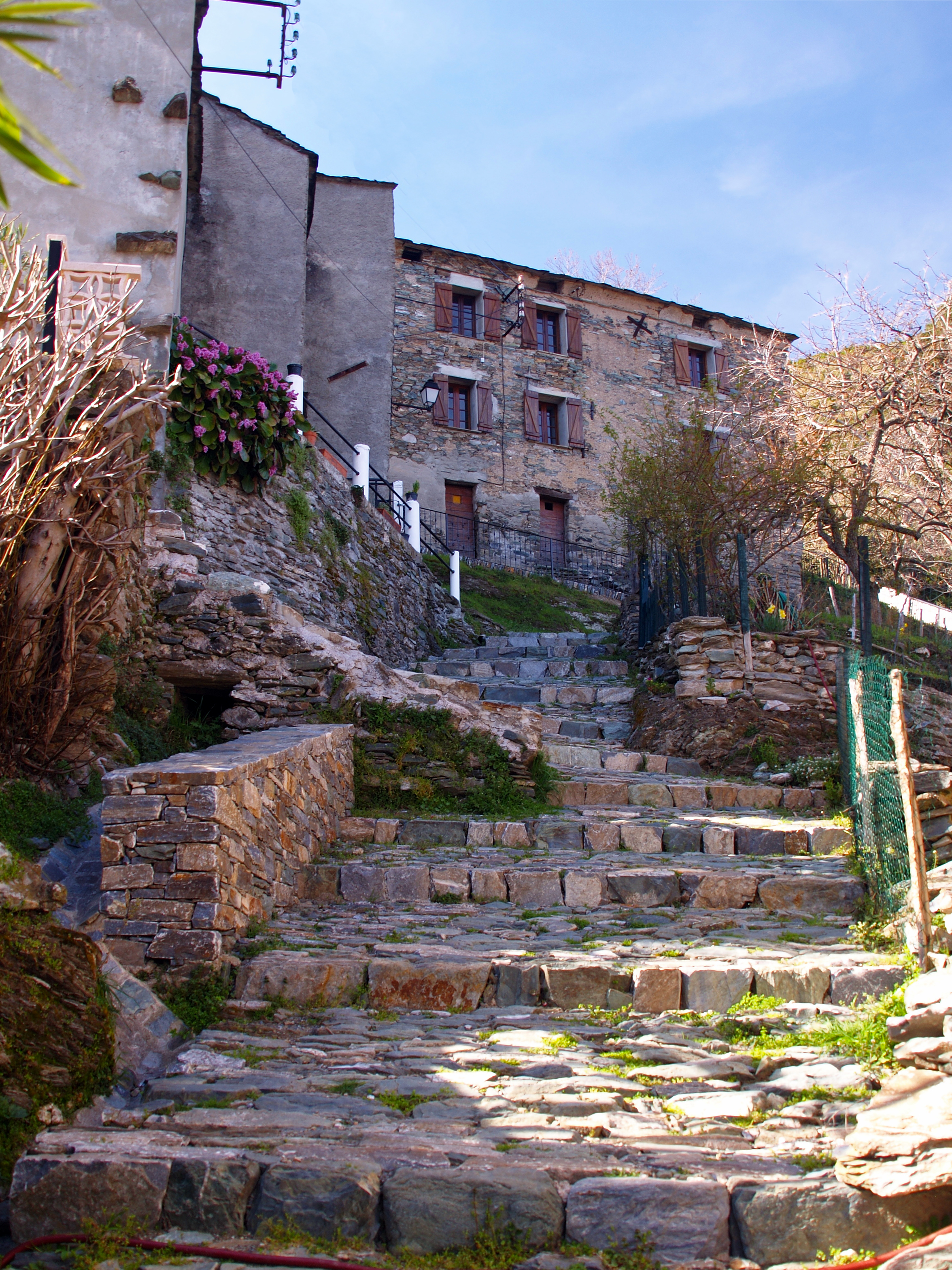
Ortsteil Lutina
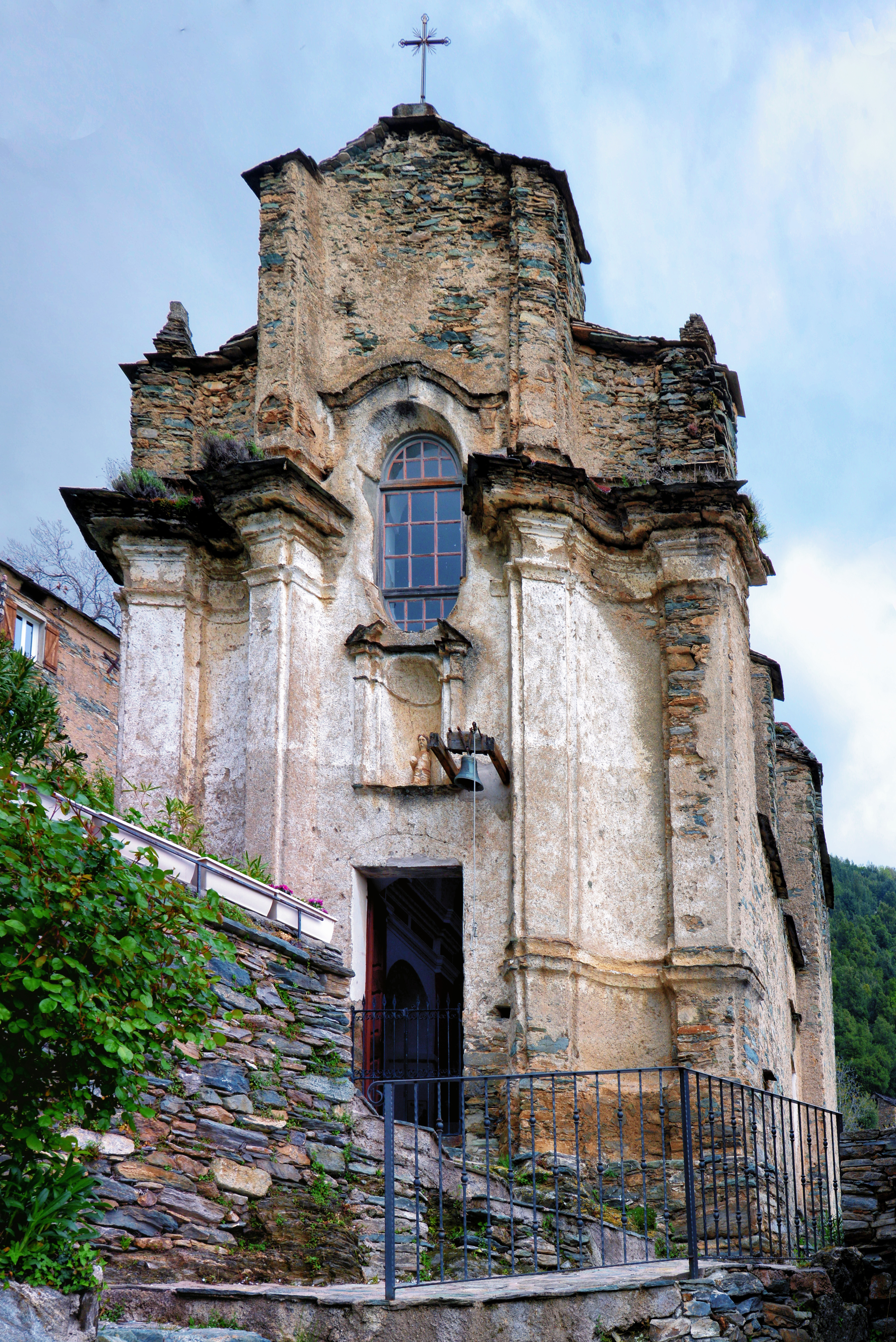
Kapelle Saint-Antoine in Poggio-Marinaccio